# Relations entre l'Argentine et l'Union européenne
Les relations entre l'Argentine et l'Union européenne sont longues et anciennes (notamment du fait de l'immigration d'Espagne et d'Italie. L'Union européenne est aussi le plus important investisseur en Argentine.

## Accords

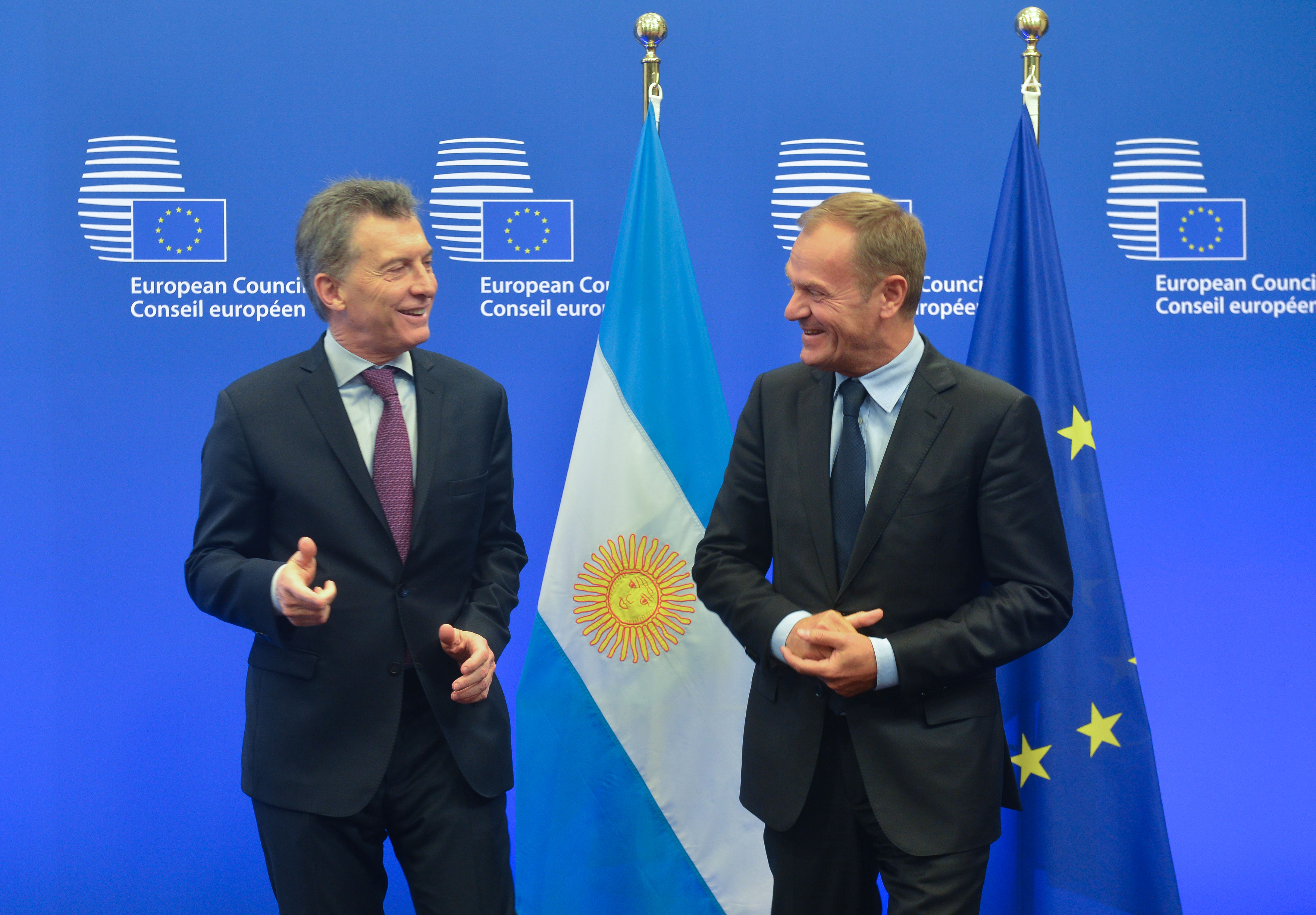
Donald Tusk et le président argentin, Mauricio Macri, en 2016.

L'Argentine était le premier pays d'Amérique latine à avoir formalisé ses relations avec l'Union avec une troisième génération  d'accord de coopération. L'Accord-cadre de coopération économique et commerciale entre l'Union et l'Argentine est entré en vigueur en 1990 et incluses deux principes récurrents dans leur coopération : le renforcement de la démocratie et des droits de l'homme, ainsi que l'intégration régionale. Un Comité joint entre l'Union et l'Argentine a aussi été établie. Un certain nombre d'accord sectoriel ont été établis en 1990. Les principaux objectifs de la coopération sont l'éducation et l'entraînement ; la compétition économique et le renforcement des capacités dans les secteurs publics et académiques. L'Argentine fait partie du bloc régional du Mercosur avec lequel l'Union européenne négocie pour un accord de libre-échange qui deviendra la colonne vertébrale des relations Union européenne-Amérique latine.

## Commerce
L'Union européenne est la deuxième plus important marché d'export (après le Brésil). Les exportations argentine vers l'Union reposent principalement sur les produits agricoles et d'autres biens de consommation. L'Union exporte plus de biens vers l'Argentine qu'elle n'en importe et à un surplus en matière de services de 0,4 milliard d'euros. L'Union est le plus important investisseur étranger en Argentine, représentant la moitié des investissements directs à l'étranger.
| Commerce Argentine-Union européenne en 2008 | Commerce Argentine-Union européenne en 2008 | Commerce Argentine-Union européenne en 2008 | Commerce Argentine-Union européenne en 2008 | Commerce Argentine-Union européenne en 2008 |
| Direction du commerce                       | Biens                                       | Services                                    | Flux d'investissement                       | Stocks d'investissement                     |
| ------------------------------------------- | ------------------------------------------- | ------------------------------------------- | ------------------------------------------- | ------------------------------------------- |
| UE vers Argentine                           | 4,8 milliards d'euros                       | 2,4 milliards d'euros                       | 4,4 milliards d'euros                       | 44,1 milliards d'euros                      |
| Argentine vers UE                           | 8,2 milliards d'euros                       | 2,0 milliards d'euros                       | 0,3 milliard d'euros                        | 1,7 milliard d'euros                        |

## Sources

## Compléments